# Tatler
Tatler é uma revista britânica contemporânea da alta sociedade publicada pela Condé Nast Publications. Contém artigos sobre uma ampla série de tópicos, mas está primariamente focada nas tendências sociais entre os muito ricos e os aristocratas. Ela foi criada em 1901 por pelo Clement Shorter. Atualmente, é editada por Geordie Greig, que trabalhou anteriormente como editor literário do Sunday Times. Tatler foi nomeada a partir do jornal de Richard Steele de mesmo nome do século XVIII.

## Escritores
No século XVIII:
- Jonathan Swift
- Joseph Addison

Na modernidade:
- Clare Milford Haven
- Kinvara Balfour
- Isabella Blow - ex-editora de moda
- Mark Boxer - editor (1984-1988)
- Tina Brown - editora
- Nicholas Coleridge
- Peter Conrad - crítico de ópera
- Giles Coren - escritor e editor
- David Duchovny - correspondente americano
- Ben Fogle -
- David Furnish - editor
- A. A. Gill
- Victoria Mather - correspondente de viagem
- Emma Parker Bowles - correspondente de automobilismo
- Tom Parker Bowles - correspondente de gastronomia
- Libby Purves - editora
- Alexandra Shulman
- Emma Soames - editora
- Peter Townend
- Lord Frederick Windsor - correspondente de música
- Tom Wolfe